# Avdéievka (Saràtov)
|  | Per a altres significats, vegeu «Avdéievka». |

Avdéievka (en rus: Авдеевка) és un poble de l'óblast de Saràtov, a Rússia, segons el cens del 2019 no tenia cap habitant. Pertany al districte municipal de Saràtov.